# Sabine Reiter
Sabine Reiter (* 15. September 1958 in Rothenburg ob der Tauber) ist eine deutsche Politikerin (SPD).
Sabine Reiter machte 1977 ihr Abitur in Nürnberg und studierte zunächst an der Friedrich-Alexander-Universität Erlangen-Nürnberg für das Lehramt. 1979 wechselte sie an die Freie Universität Berlin (FU Berlin) und schloss 1985 das Studium mit dem Ersten Staatsexamen ab. Sie wurde wissenschaftliche Mitarbeiterin am Fachbereich Geschichtswissenschaften der FU Berlin. Ab 1989 arbeitete sie im Sozialpädagogischen Institut Berlin (SPI) und wechselte 1990 zum Robert Koch-Institut.
Bereits in der Schulzeit 1976 wurde Reiter Mitglied der SPD. Von 1993 bis Oktober 1999 war sie Mitglied der Bezirksverordnetenversammlung im Bezirk Kreuzberg. Da der Senator Peter Strieder aus dem Abgeordnetenhaus von Berlin ausschied, konnte Reiter am 1. Januar 2000 in das Parlament nachrücken. Bei der vorgezogenen Berliner Wahl 2001 konnte sie aber den Wahlkreis Friedrichshain-Kreuzberg 2 nicht gewinnen, das Direktmandat erhielt wiederum Barbara Oesterheld (Grüne).